# Keyes (Oklahoma)
Keyes é uma cidade localizada no estado norte-americano de Oklahoma, no Condado de Cimarron.

## História
Keyes foi fundada em 1925 em um trecho da Ferrovia Atchison, entre Topeka e Santa Fé.  A empresa nomeou a cidade em homenagem a um antigo engenheiro ferroviário.

## Geografia
De acordo com o United States Census Bureau tem uma área de
1,0 km², dos quais 1,0 km² cobertos por terra e 0,0 km² cobertos por água.

### Cidades vizinhas
O diagrama seguinte representa as localidades num raio de 56 km ao redor de Keyes.

## Demografia
Segundo o censo norte-americano de 2000, a sua população era de 410 habitantes.
Em 2006, foi estimada uma população de 362, um decréscimo de 48 (-11.7%).